# Ortsakte
Eine Ortsakte ist eine Dokumentensammlung, die archäologische Informationen über eine Gemarkung enthält. Dies umfasst ein Fundstellenverzeichnis (meist mit Karte), Fundmeldungen, Grabungsberichte sowie weitere Informationen, bspw. Besichtigungsprotokolle, Fotos, Zeitungsausschnitte und amtliche Korrespondenz.
In Deutschland wurden die ersten Ortsakten bereits im 19. Jahrhundert angelegt. Sie werden bei den archäologischen Landesämtern bzw. den ihnen gleichgestellten Einrichtungen (siehe Liste deutscher Denkmalfachbehörden) aufbewahrt. Sie gehören im Normalfall zum Präsenzbestand der Institutionen. Für die Einsichtnahme ist ein schriftlicher Antrag nötig, aus dem ein berechtigtes wissenschaftliches oder öffentliches Anliegen hervorgeht. Eine rein private Nutzung der Ortsakten ist nicht in allen Bundesländern möglich.